# Banjarwangunan
Banjarwangunan is een bestuurslaag in het regentschap Cirebon van de provincie West-Java, Indonesië. Banjarwangunan telt 11.362 inwoners (volkstelling 2010).